# Andy Myers
Andy Myers (Hounslow, 3 novembre 1973) è un ex calciatore britannico.

## Palmarès

### Club

#### Competizioni nazionali
- Coppa d'Inghilterra: 1

Chelsea: 1996-1997
- Coppa di Lega inglese: 1

Chelsea: 1997-1998

#### Competizioni internazionali
- Coppa delle Coppe: 1

Chelsea: 1997-1998
- Supercoppa UEFA: 1

Chelsea: 1998